# شکارچیان روح: بازی ویدئویی
شکارچیان روح: بازی ویدیویی (به انگلیسی: Ghostbusters: The Video Game) یک بازی ویدیویی در سبک اکشن-ماجراجویی و تیراندازی سوم شخص است که در سال ۲۰۰۹ منتشر شد و نسخه بازسازی‌شده آن با عنوان شکارچیان روح: بازی ویدیویی بازسازی‌شده (به انگلیسی: Ghostbusters: The Video Game Remastered) در سال ۲۰۱۹ در دسترس قرار گرفت. این بازی بر اساس فرنچایز محبوب فیلم‌های سینمایی شکارچیان روح ساخته شده و داستان آن توسط نویسندگان اصلی فیلم‌ها، دن آیکروید و هارولد رامیس نوشته شده است. بسیاری این بازی را به عنوان دنباله‌ای معتبر برای دو فیلم اول این مجموعه در نظر می‌گیرند.

## داستان
داستان بازی در نوامبر سال ۱۹۹۱، دو سال پس از رویدادهای فیلم شکارچیان روح ۲ به وقوع می‌پیوندد. شهر نیویورک بار دیگر با افزایش فعالیت‌های فراطبیعی مواجه شده است که منشأ آن نمایشگاه آثار مربوط به گوزر در موزه تاریخ طبیعی است. تیم شکارچیان روح متشکل از پیتر ونکمن، ریموند استانتز، ایگون اسپنگلر و وینستون زددمور به همراه یک عضو جدید با نام مستعار "Rookie" یا "Cadet" تلاش می‌کنند تا علت این رویدادها را کشف کنند و با تهدیدات ماورایی مقابله نمایند. آن‌ها در طول بازی با شخصیت‌های آشنایی مانند اسلایمر، شبح کتابخانه و مرد پف‌نبات غول‌پیکر روبرو می‌شوند و همچنین با ارواح جدید و قدرتمندی به مبارزه می‌پردازند. داستان بازی به عنوان یک "قسمت سوم غیررسمی" برای مجموعه فیلم‌های اصلی تلقی می‌شود.

## تاریخچه انتشار و مشخصات فنی
بازی «شکارچیان روح» در سال ۲۰۰۹ برای پلتفرم‌های مختلفی از جمله ویندوز، پلی‌استیشن ۲ و ۳، پلی‌استیشن پورتابل، ایکس‌باکس ۳۶۰، وی و نینتندو دی‌اس منتشر شد. توسعه این نسخه‌ها بر عهده استودیوهای مختلفی بود. در سال ۲۰۱۹، نسخه بازسازی‌شده بازی برای نینتندو سوییچ، پلی‌استیشن ۴، ایکس‌باکس وان و ویندوز عرضه شد که توسط استودیو Saber Interactive توسعه یافته بود. نسخه اصلی بازی دارای هر دو حالت تک‌نفره و چندنفره بود، در حالی که نسخه بازسازی‌شده بیشتر بر تجربه تک‌نفره تمرکز داشت.
| ویژگی                                 | نسخه اصلی (۲۰۰۹)                                                                    | نسخه بازسازی‌شده (۲۰۱۹)                           |
| ------------------------------------- | ----------------------------------------------------------------------------------- | ------------------------------------------------ |
| تاریخ انتشار (آمریکای شمالی)          | ۱۶ ژوئن ۲۰۰۹                                                                        | ۴ اکتبر ۲۰۱۹                                     |
| تاریخ انتشار (اروپا - PS3)            | ۱۹ ژوئن ۲۰۰۹                                                                        | ۴ اکتبر ۲۰۱۹                                     |
| تاریخ انتشار (اروپا - 360/Windows)    | ۶ نوامبر ۲۰۰۹                                                                       | ۴ اکتبر ۲۰۱۹                                     |
| تاریخ انتشار (استرالیا - PS3)         | ۲۵ ژوئن ۲۰۰۹                                                                        | ۴ اکتبر ۲۰۱۹                                     |
| تاریخ انتشار (استرالیا - 360/Windows) | ۱۹ نوامبر ۲۰۰۹                                                                      | ۴ اکتبر ۲۰۱۹                                     |
| پلتفرم‌ها                              | ویندوز، پلی‌استیشن ۲، پلی‌استیشن ۳، پلی‌استیشن پورتابل، ایکس‌باکس ۳۶۰، وی، نینتندو دی‌اس | نینتندو سوییچ، پلی‌استیشن ۴، ایکس‌باکس وان، ویندوز |
| توسعه‌دهندگان                          | Terminal Reality, Red Fly Studio, War Drum Studios                                  | Saber Interactive                                |
| ناشران (آمریکای شمالی)                | Atari Interactive                                                                   | Mad Dog Games                                    |
| ناشران (اروپا - PS2, PSP, PS3)        | Sony Computer Entertainment Europe                                                  | Mad Dog Games                                    |
| ناشران (اروپا - 360/Windows)          | Infogrames GB                                                                       | Mad Dog Games                                    |
| ناشران (استرالیا - PS3)               | Atari SA/SCE Australia                                                              | Mad Dog Games                                    |
| ناشران (استرالیا - 360/Windows)       | Atari SA/SCE Australia                                                              | Mad Dog Games                                    |
| حالت بازی                             | تک‌نفره، چندنفره                                                                     | تک‌نفره                                           |

## مکانیک‌های گیم‌پلی
گیم‌پلی بازی به صورت سوم شخص دنبال می‌شود و بازیکن کنترل شخصیت اصلی را بر عهده دارد. هسته اصلی گیم‌پلی بر استفاده از ابزار نمادین Proton Pack برای تضعیف و به دام انداختن ارواح استوار است. بازیکن می‌تواند با استفاده از Blast Stream به ارواح شلیک کرده و آن‌ها را تضعیف کند، سپس با تغییر حالت به Capture Stream، روح را به سمت تله روح هدایت نماید. قابلیت Slamming نیز برای کوبیدن ارواح به موانع محیطی وجود دارد. ابزارهای دیگری مانند PKE Meter و Ecto-Goggles برای شناسایی ارواح و یافتن سرنخ‌ها در اختیار بازیکن قرار دارند. در نسخه اصلی، حالت چندنفره آنلاین نیز وجود داشت که در نسخه بازسازی‌شده حذف شد.

## نقدها و بررسی‌ها
بازی «شکارچیان روح» در زمان انتشار اولیه با استقبال نسبتاً مثبتی از سوی منتقدان روبرو شد. داستان جذاب، صداپیشگی بازیگران اصلی فیلم، مکانیک‌های لذت‌بخش شکار ارواح و وفاداری به اتمسفر فیلم‌ها از نقاط قوت بازی برشمرده شدند. با این حال، برخی منتقدان از تکراری شدن گیم‌پلی و طول کوتاه کمپین انتقاد کردند. نسخه بازسازی‌شده در سال ۲۰۱۹ با بهبودهای بصری منتشر شد اما به دلیل عدم وجود ویژگی‌های جدید و حذف حالت چندنفره، نقدهای متوسطی دریافت کرد.
| منبع نقد                                | نسخه اصلی (۲۰۰۹) | نسخه بازسازی‌شده (۲۰۱۹) |
| --------------------------------------- | ---------------- | ---------------------- |
| گیم‌اسپات                                | ۷٫۵/۱۰           | -                      |
| آی‌جی‌ان                                  | ۸٫۰/۱۰           | ۶٫۰/۱۰                 |
| PSM3                                    | ۸۵/۱۰۰           | -                      |
| یوروگیمر (اسپانیا)                      | ۹۰/۱۰۰           | -                      |
| Games Master UK                         | -                | -                      |
| Play Magazine                           | ۸۵/۱۰۰           | -                      |
| GamerNode                               | ۸۵/۱۰۰           | -                      |
| Pelit (فنلاند)                          | ۸۴/۱۰۰           | -                      |
| IGN AU                                  | ۸۴/۱۰۰           | -                      |
| Game Revolution                         | ۸۳/۱۰۰           | -                      |
| 1UP                                     | ۸۳/۱۰۰           | -                      |
| گیم‌اسپای                                | ۸۰/۱۰۰           | -                      |
| Playstation: The Official Magazine (US) | ۸۰/۱۰۰           | -                      |
| Thunderbolt                             | ۸۰/۱۰۰           | -                      |
| متاکریتیک (نمره منتقدان)                | -                | ۶۶/۱۰۰                 |
| متاکریتیک (نمره کاربران)                | -                | ۵٫۷/۱۰                 |
| PlayStation Universe                    | -                | ۸۵/۱۰۰                 |
| AusGamers                               | -                | ۷۰/۱۰۰                 |
| Cubed3                                  | -                | ۷۰/۱۰۰                 |

## ارتباط با فیلم‌های اصلی
بسیاری از طرفداران و حتی دن آیکروید، نویسنده و بازیگر فیلم‌ها، بازی "شکارچیان روح" را به دلیل مشارکت نویسندگان اصلی در خلق داستان آن، به عنوان "قسمت سوم غیررسمی" از مجموعه فیلم‌های اصلی می‌دانند. با این حال، با انتشار فیلم‌های جدیدتر، وضعیت каноничности این بازی در خط داستانی اصلی فیلم‌ها مورد بحث قرار گرفته است و در حال حاضر به عنوان بخشی از خط داستانی اصلی ("Prime Canon") در نظر گرفته نمی‌شود و در یک خط داستانی جداگانه مربوط به بازی‌های ویدیویی قرار می‌گیرد.

## موفقیت تجاری و تأثیر بر فرنچایز
بازی «شکارچیان روح» از نظر تجاری موفق بود و بیش از سه میلیون نسخه در پلتفرم‌های مختلف به فروش رسید. این موفقیت نشان‌دهنده محبوبیت این فرنچایز و استقبال مخاطبان از این بازی بود. این بازی به عنوان یکی از اقتباس‌های موفق از فیلم‌ها به بازی‌های ویدیویی شناخته می‌شود.

## روند توسعه و چالش‌ها
روند توسعه بازی با تأخیرها و تغییراتی در ناشران همراه بود. با این حال، مشارکت دن آیکروید و هارولد رامیس در نوشتن داستان و هدایت روند توسعه، نقش مهمی در حفظ اصالت و اتمسفر دنیای «شکارچیان روح» ایفا کرد.

## نتیجه‌گیری
بازی ویدیویی «شکارچیان روح» با ارائه یک داستان اصیل، بازگشت صداپیشگان اصلی و گیم‌پلی جذاب، تجربه‌ای ارزشمند برای طرفداران این مجموعه به‌شمار می‌رود. با وجود برخی نقاط ضعف، این بازی به عنوان یک اقتباس موفق و ادای احترام وفادارانه به دنیای «شکارچیان روح» شناخته می‌شود.